# 小早川敬平
小早川 敬平（こばやかわ たかひら）は、室町時代中期から戦国時代にかけての武将。沼田小早川氏の当主。

## 生涯
享徳元年（1452年）、小早川煕平の長男として生まれる。応仁元年（1467年）から応仁の乱が始まると、父が小早川軍を率いて東軍の細川勝元に与して上京したため、父に代わって在国し、政務を執った。文明5年（1473年）、父が死去したため、家督を継いで当主となり、上京して東軍の一員として戦った。
しかし煕平の死を好機とみた分家の竹原小早川氏当主小早川弘景をはじめとする西軍に居城の高山城を攻撃されたため、文明6年（1474年）に帰国し、以後は在国して西軍と戦った。応仁の乱が終結した後の文明11年（1479年）、8代将軍足利義政から奉公衆に任じられたために上京し、義政に近侍した。
明応2年（1493年）に帰国した後は、幕府との関係を後ろ盾にして備後などに勢力を拡大する一方で、奉行制度を確立するなどして戦国時代における小早川氏の基礎を築き上げた。明応8年（1499年）4月17日に死去。享年48。跡を長男の扶平が継いだ。